# Plectaneia elastica
Plectaneia elastica är en oleanderväxtart som beskrevs av Jumelle och Perrier. Plectaneia elastica ingår i släktet Plectaneia och familjen oleanderväxter.

## Underarter
Arten delas in i följande underarter:
- P. e. hirsuta
- P. e. insularis
- P. e. inutilis